# Thiago Seyboth Wild
Thiago Seyboth Wild (Marechal Cândido Rondon, 10 marzo 2000) è un tennista brasiliano.
All'età di 19 anni e 11 mesi, è diventato il più giovane brasiliano e il primo al mondo nato nel terzo millennio, ad aver vinto un titolo del circuito maggiore trionfando in singolare al Chile Open 2020. In singolare ha vinto inoltre alcuni titoli Challenger e nel maggio 2024 ha raggiunto il 58º posto nella classifica ATP.
In doppio ha disputato una finale nel circuito ATP, ha vinto un titolo Challenger e ha raggiunto la 197ª posizione mondiale nel maggio 2023. Ha debuttato nella squadra brasiliana di Coppa Davis nel 2020. Tra gli juniores ha vinto il singolare agli US Open 2018 e ha raggiunto l'8ª posizione nel ranking mondiale di categoria.

## Carriera

### Tra gli juniores
Fa la sua prima apparizione nell'ITF Junior Circuit nel 2014. Nell'ottobre 2016 fa parte della squadra brasiliana che si piazza al 14º posto nelle finali di Coppa Davis Junior, quello stesso mese vince il suo primo titolo in singolare in un torneo brasiliano di Grade 3 e perde la finale di doppio. Nei primi mesi del 2017 vince altri due tornei di singolare, tra i quali un Grade 1 italiano. A giugno arriva il primo risultato di rilievo nelle prove juniores del Grande Slam con i quarti di finale raggiunti al Roland Garros. Ai successivi US Open 2017 si spinge fino alle semifinali in doppio con Sebastián Báez. Nel gennaio 2018 sale all'8º posto mondiale, che rimarrà il suo miglior ranking da juniores. A giugno 2018 perde in semifinale al Roland Garros contro lo stesso Baez, assieme al quale raggiunge la semifinale anche in doppio. Il 9 settembre, al suo ultimo impegno da juniores, sconfigge in tre set Lorenzo Musetti nella finale degli US Open e diventa il secondo brasiliano dopo Tiago Fernandes a vincere uno Slam juniores.

### 2014-2018: inizi tra i professionisti primi titoli Futures, esordio ATP

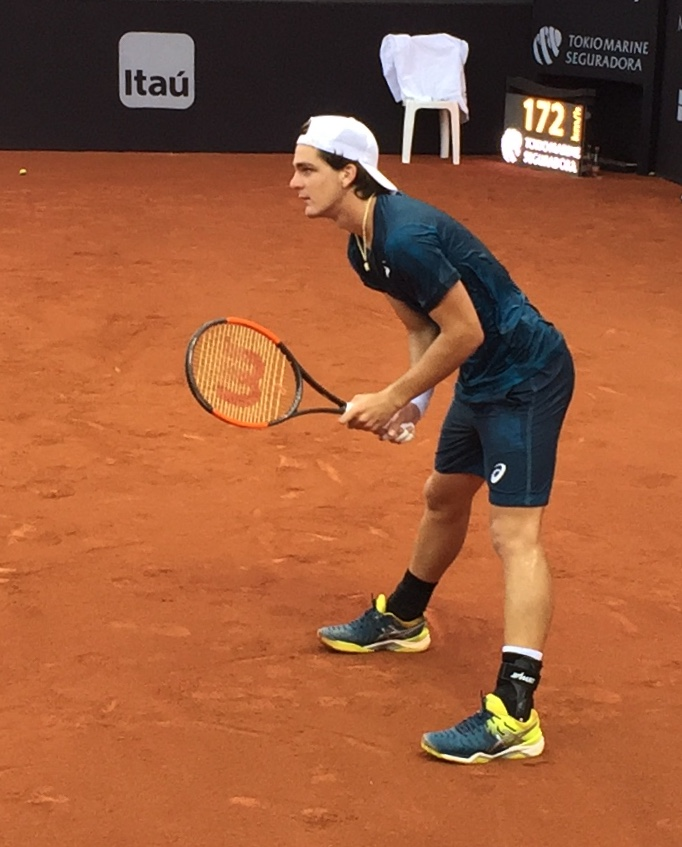
Wild, 2018.

La sua prima esperienza tra i professionisti risale al 2014, quando raggiunge il secondo turno in un torneo francese di doppio dell'ITF Men's Circuit. L'anno successivo gioca anche i primi incontri in singolare e nel 2016 entra per la prima volta in un tabellone principale di un torneo dell'ATP Challenger Tour. Continua a giocare sporadicamente nel circuito ITF e nell'aprile 2017 vince il suo primo incontro in singolare al Turkey F15. A novembre alza i primi trofei da professionista vincendo al Turkey F42 di Adalia sia la finale di singolare, con il successo su Riccardo Bonadio, che quella di doppio in coppia con Diego Hidalgo.
Il 27 febbraio 2018 fa il suo debutto con una wild-card nel tabellone principale di un torneo ATP a San Paolo del Brasile, e viene sconfitto al primo turno da Carlos Berlocq in tre set. Ad aprile conquista il suo secondo titolo Futures in carriera al torneo Brazil F1 di São José do Rio Preto, battendo in finale Camilo Ugo Carabelli. A maggio vince anche il suo secondo titolo Futures in doppio al Brasil F3 assieme a Tomás Martín Etcheverry.

### 2019: primo titolo Challenger
Nel febbraio 2019 fa la sua seconda apparizione in un tabellone ATP a Córdoba, ancora con una wild-card, e viene sconfitto al tie-break del terzo set da Alessandro Giannessi. Due settimane più tardi esce al primo turno anche all'ATP 500 di Rio de Janeiro. Il 26 febbraio vince a San Paolo il suo primo incontro nel circuito maggiore, superando in tre set Elias Ymer, ed esce al secondo turno per mano di Marco Trungelliti.
Dopo aver vinto un altro titolo ITF in singolare al France M25, il 3 novembre vince il suo primo torneo Challenger a Guayaquil, lasciando quattro giochi in finale a Hugo Dellien. Debutta così in top 300 salendo al 235º posto della classifica mondiale, terzo miglior tennista del proprio paese dietro a Thiago Monteiro e João Menezes. La settimana successiva raggiunge i quarti di finale al Challenger di Montevideo e cede a Jaume Munar dopo nove vittorie consecutive. Chiude la stagione con il nuovo miglior ranking alla 211ª posizione mondiale.

### 2020: primo titolo ATP, top 125 ed esordio in una prova del Grande Slam

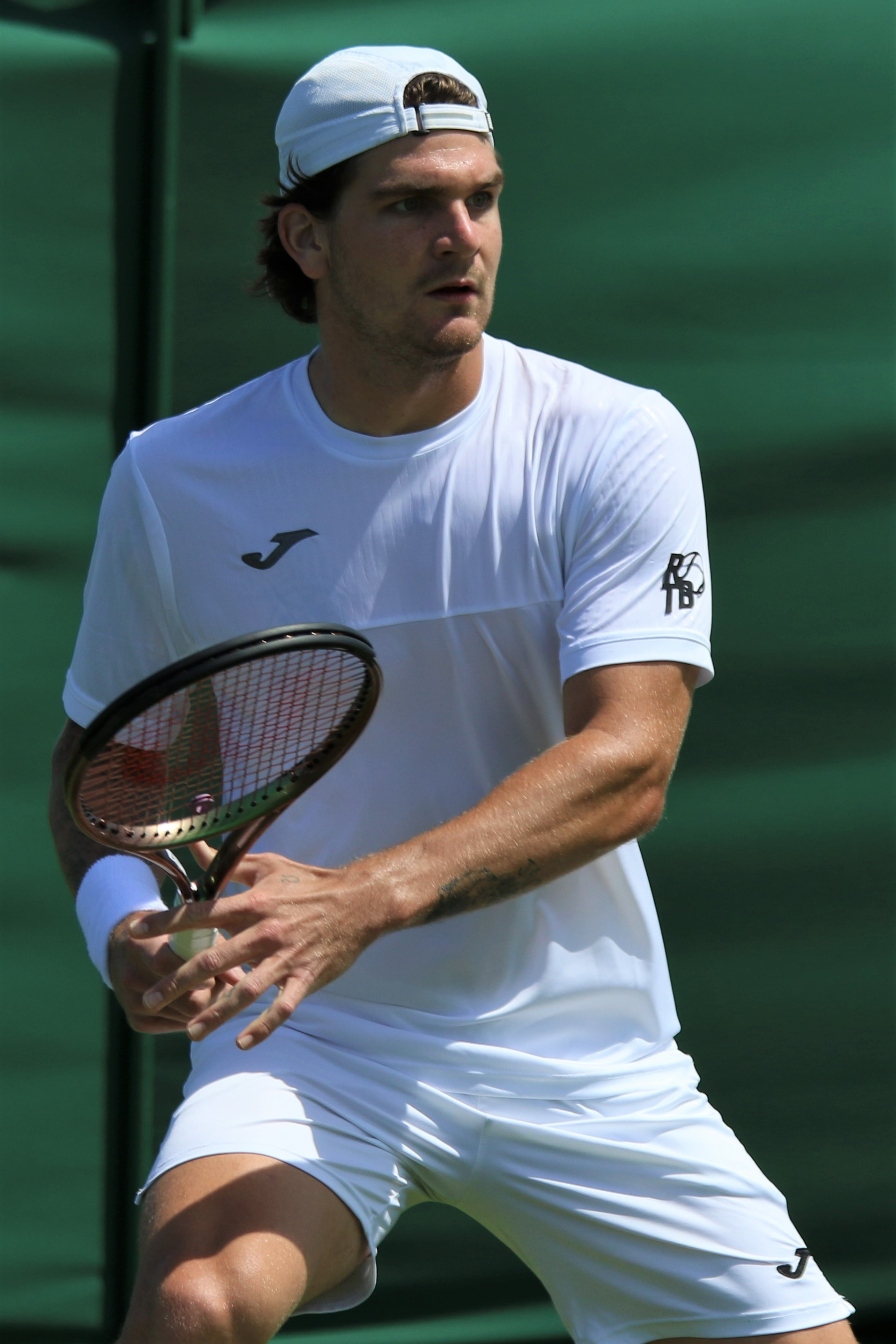
Wild, 2022.

Fa il suo debutto nelle qualificazioni in una prova del Grande Slam agli Australian Open e viene sconfitto al primo turno da Peter Gojowczyk. Entra con una wild card nel tabellone di Rio de Janeiro e al primo turno supera in tre set il nº 90 del mondo Alejandro Davidovich Fokina, primo top 100 da lui sconfitto in carriera, in un incontro durato 3 ore e 49 minuti, il più lungo nella storia del torneo. Nel turno successivo viene eliminato dal nº 32 del mondo Borna Ćorić al tie-break del terzo set, risultati con cui entra per la prima volta in top 200, alla 182ª posizione.
Entra con un'altra wild-card all'ATP 250 di Santiago ed elimina nell'ordine Facundo Bagnis, il nº 63 ATP Juan Ignacio Londero e nei quarti di finale la prima testa di serie e nº 18 ATP Cristian Garín, ritiratosi dopo aver perso il primo set. In semifinale supera in due partite Renzo Olivo e il 1º marzo trionfa in finale in tre set contro Casper Ruud, diventando, a 19 anni e 11 mesi, il più giovane brasiliano ad aver conquistato un titolo ATP, superando l’ex nº 1 del mondo Gustavo Kuerten che realizzò l'impresa all'età di 20 anni e 8 mesi. È inoltre il primo tennista nato nel terzo millennio ad aver vinto un torneo del circuito maggiore. Il 2 marzo sale alla posizione nº 113 della graduatoria ATP. Subito dopo fa il suo esordio nella squadra brasiliana di Coppa Davis con una sconfitta in singolare nella sfida persa 3-1 contro l'Australia.
Ha quindi inizio la lunga pausa del tennis mondiale dovuta alla pandemia di COVID-19, e quando rientra fa subito il suo esordio in una prova del Grande Slam agli US Open, uscendo di scena al primo turno. Raggiunge la finale al successivo Challenger di Aix-en-Provence e perde in tre set contro Oscar Otte, il giorno dopo sale alla 106ª posizione mondiale. Perde tutti gli incontri disputati nei successivi tornei stagionali.

### 2021-2022: crollo nel ranking
Nel 2021 non ripete i risultati delle due stagioni precedenti, ma si mantiene a ridosso della top 100 grazie ai regolamenti ATP in materia di COVID-19, che proteggono i ranking dei giocatori in un periodo di emergenza. Nell'arco della stagione non vince alcun titolo, vince un solo incontro ATP ad Amburgo e alcuni altri nelle qualificazioni di tornei ATP. Nei Challenger l'unico risultato di rilievo è la semifinale raggiunta a Guayaquil. Nel 2022 prende parte a soli 14 eventi, torna a vincere un incontro ATP all'esordio stagionale a Santiago e l'uscita di scena al secondo turno dà il via a una serie quasi ininterrotta di sconfitte; gli vanno inoltre in scadenza i punti guadagnati con il trionfo del 2020 ed esce dalla top 200. Anche nei Challenger fatica a fare risultati positivi, raggiungendo per la prima volta i quarti a ottobre al Challenger de Buenos Aires. A novembre scende oltre il 400º posto mondiale, si riprende con la semifinale raggiunta a fine mese al São Léo Open e chiude la stagione al 417º posto.

### 2023: prima finale ATP in doppio, 4 titoli Challenger e top 75
Dopo due anni di scarsi risultati, ritrova la forma a inizio marzo del 2023, quando raggiunge la sua prima finale ATP di doppio in carriera a Santiago del Cile e in coppia con Matias Soto viene sconfitto per 10-12 nel set decisivo da Andrea Pellegrino / Andrea Vavassori. Sempre in Cile, nelle due settimane successive raggiunge due finali Challenger, perde la prima al Challenger de Santiago contro Hugo Dellien e vince la seconda a Viña del Mar contro Hugo Gaston. A fine aprile trionfa al Challenger Tenis Club Argentino sia in singolare che doppio, rientrando nella top 200 mondiale in singolare ed entrando per la prima volta nella top 200 di doppio. Continua a risalire la classifica con buoni risultati nei Challenger successivi. A maggio supera per la prima volta le qualificazioni al Roland Garros perdendo in totale un solo set contro Antoine Bellier, Ričardas Berankis e Dominik Koepfer. Il 30 maggio desta sensazione sconfiggendo in cinque set al primo turno il nº 2 del mondo Daniil Medvedev, reduce dal trionfo agli Internazionali d'Italia; è per Wild il successo più prestigioso da inizio carriera, il primo su un top 10 e il primo in un torneo del Grande Slam. Ha quindi la meglio su Guido Pella e al terzo turno cede in cinque set alla testa di serie nº 27 Yoshihito Nishioka dopo aver condotto per 2 set a 1.
Alle qualificazioni di Wimbledon perde in cinque set nel turno decisivo contro Tomás Barrios. Nei successivi Challenger si spinge fino ai quarti a Karlsruhe e alle semifinali del 125 di Braunschweig. Il 17 luglio diventa il primo brasiliano nel ranking ATP, ponendo fine al dominio di Thiago Monteiro che durava da 5 anni. Con il secondo turno raggiunto all'ATP di Kitzbühel ritorna al suo vecchio best ranking in 106ª posizione. Eliminato nelle qualificazioni agli US Open, vince il Challenger Città di Como superando in finale Pedro Martínez in tre set. La settimana successiva si impone anche al prestigioso Challenger 125 di Genova, sconfiggendo in finale l'ex top 10 mondiale Fabio Fognini per 6-2, 7-6. Con questi successi fa il suo ingresso nella top 100 e a fine settembre sale alla 74ª posizione. Nel finale di stagione esce al primo turno nei tornei ATP sul cemento europeo.

### 2024: quarti di finale al 500 di Rio, terzi turni nei Masters 1000 e top 60
Sconfitto in entrambi gli incontri disputati alla United Cup, entra per la prima volta nel tabellone principale degli Australian Open e perde in 5 set al primo turno contro la testa di serie nº 5 Andrey Rublev dopo aver rimontato i primi due parziali vinti dal russo. Dopo altre due eliminazioni al primo turno, a Rio de Janeiro raggiunge per la prima volta i quarti di finale di un ATP 500 con i successi su Alejandro Tabilo e Jaume Munar e cede in tre set al campione uscente Cameron Norrie. Sale al 65º posto mondiale con il secondo turno raggiunto al successivo Chile Open. Supera le qualificazioni e vince contro J.J. Wolf il suo primo incontro nel tabellone di un Masters 1000 a Indian Wells, ha quindi la meglio in due set sul nº 15 del mondo Karen Chačanov e al terzo turno raccoglie quattro giochi contro Fabian Marozsan. Supera le qualificazioni e raggiunge il terzo turno anche al Masters 1000 di Miami, dove cede a Nicolas Jarry dopo i successi in due set su Nuno Borges e sul nº 13 del mondo Taylor Fritz.
Riprende l'ascesa nel ranking con il secondo turno raggiunto all'ATP 250 di Bucarest e soprattutto con il terzo turno al Masters 1000 di Madrid, dove sconfigge in due set i quotati Roman Safiullin e Lorenzo Musetti e viene eliminato da Carlos Alcaraz, risultati con cui sale alla 61ª posizione, eguagliando il miglior ranking di Thiago Monteiro. Si porta alla 58ª dopo aver raggiunto il secondo turno al successivo Masters 1000 di Roma. Esce al secondo turno anche all'ATP di Lione e ha quindi inizio un periodo negativo in cui colleziona soprattutto sconfitte. Fra le eliminazioni al primo turno vi sono quelle al Roland Garros, al suo esordio olimpico ai Giochi di Parigi e agli US Open. Gli unici risultati di rilievo in questo periodo sono i quarti di finale raggiunti a Kitzbühel, dopo aver battuto il top 60 Laslo Đere, e gli ottavi di finale a Winston-Salem, dove al secondo turno elimina il top 40 Nuno Borges.
L'eliminazione al primo turno a Genova, dove era campione uscente, lo fa scendere al 98º posto del ranking, riconsegnando a Monteiro il primato tra i tennisti brasiliani. Torna a mettersi in luce con la finale raggiunta al Challenger 125 Bad Waltersdorf Open, persa contro Jaume Munar. A fine anno raggiunge il secondo turno allo Shanghai Masters e all'ATP di Anversa e chiude il 2024 in 74ª posizione.

### 2025
Perde tutti gli incontri a gennaio e il mese dopo arriva nei quarti all'Argentina Open. Ha quindi inizio una serie quasi ininterrotta di sconfitte, a fine marzo esce dalla top 100 e anche nella trasferta europea su terra battuta gli incontri vinti sono rari. Resta inattivo più di un mese dopo la sconfitta nelle qualificazioni al Roland Garros, e al rientro perde la finale al Modena Challenger.

## Statistiche

### Singolare

#### Vittorie (1)
| Legenda                   |
| Grande Slam (0)           |
| ATP World Tour Finals (0) |
| ATP Masters 1000 (0)      |
| ATP World Tour 500 (0)    |
| ATP World Tour 250 (1)    |

| N. | Data          | Torneo               | Superficie  | Avversario in finale | Punteggio     |
| 1. | 1º marzo 2020 | Chile Open, Santiago | Terra rossa | Casper Ruud          | 7-5, 4-6, 6-3 |

### Doppio

#### Finali perse (1)
| Legenda doppio       |
| Grande Slam (0)      |
| ATP Finals (0)       |
| ATP Masters 1000 (0) |
| ATP Tour 500 (0)     |
| ATP Tour 250 (1)     |

| N. | Data         | Torneo                        | Superficie  | Compagno    | Avversari in finale                | Punteggio         |
| 1. | 4 marzo 2023 | Chile Open, Santiago del Cile | Terra rossa | Matias Soto | Andrea Pellegrino Andrea Vavassori | 4-6, 6-3, [10-12] |

### Tornei minori

#### Singolare

##### Vittorie (8)
| Legenda tornei minori |
| Challenger (5)        |
| ITF (3)               |

| N. | Data              | Torneo                                        | Superficie  | Avversario in finale | Punteggio     |
| 1. | 12 novembre 2017  | Turkey F42, Adalia                            | Terra rossa | Riccardo Bonadio     | 6-4, 6-4      |
| 2. | 29 aprile 2018    | Brazil F1, São José do Rio Preto              | Terra rossa | Camilo Ugo Carabelli | 7-6, 6-3      |
| 3. | 23 giugno 2019    | France M25, Montauban                         | Terra rossa | Hugo Gaston          | 6-4, 6-2      |
| 4. | 3 novembre 2019   | Challenger Ciudad de Guayaquil, Guayaquil     | Terra rossa | Hugo Dellien         | 6-4, 6-0      |
| 5. | 19 marzo 2023     | Viña del Mar Challenger, Viña del Mar         | Terra rossa | Hugo Gaston          | 7-5, 6-1      |
| 6. | 30 aprile 2023    | Challenger Tenis Club Argentino, Buenos Aires | Terra rossa | Luciano Darderi      | 6-3, 6-3      |
| 7. | 3 settembre 2023  | Città di Como Challenger, Como                | Terra rossa | Pedro Martínez       | 5-7, 6-2, 6-3 |
| 8. | 10 settembre 2023 | Genoa Open Challenger, Genova                 | Terra rossa | Fabio Fognini        | 6-2, 7-63     |

##### Finali perse (5)
| Legenda tornei minori |
| Challenger (3)        |
| ITF (2)               |

| N.  | Data              | Torneo                                 | Superficie  | Avversario in finale     | Punteggio        |
| 1.  | 23 ottobre 2017   | Turkey F42, Adalia                     | Terra rossa | Jordi Samper-Montaña     | 6-0, 4-6, 4-6    |
| 2.  | 20 maggio 2018    | Brazil F4, Curitiba                    | Terra rossa | João Lucas Reis da Silva | 7-6, 3-6, 2-6    |
| 3.  | 13 settembre 2020 | Open du Pays d'Aix, Aix-en-Provence    | Terra rossa | Oscar Otte               | 2-6, 7-6(4), 4-6 |
| 4.  | 12 marzo 2023     | Santiago Challenger, Santiago del Cile | Terra rossa | Hugo Dellien             | 6-3, 3-6, 3-6    |
| 9.  | 22 settembre 2024 | Bad Waltersdorf Open, Bad Waltersdorf  | Terra rossa | Jaume Munar              | 2-6, 1-6         |
| 10. | 6 luglio 2025     | Modena Challenger, Modena              | Terra rossa | Stefano Travaglia        | 4-6, 3-6         |

#### Doppio

##### Vittorie (4)
| Legenda tornei minori |
| Challenger (1)        |
| ITF (3)               |

| N. | Data             | Torneo                                        | Superficie  | Compagno                | Avversari in finale                           | Punteggio           |
| 1. | 11 novembre 2017 | Turkey F42, Adalia                            | Terra rossa | Diego Hidalgo           | Koray Kırcı Takashi Saito                     | 6-2, 6-3            |
| 2. | 12 maggio 2018   | Brazil F3, Brasilia                           | Terra rossa | Tomás Martín Etcheverry | Oscar José Gutierrez Igor Marcondes           | 6-7, 7-6, [11-9]    |
| 3. | 22 giugno 2019   | France M25, Ajaccio                           | Terra rossa | Yanais Laurent          | Fabian Fallert Hendrik Jebens                 | 6-4, 1-6, [10-8]    |
| 4. | 29 aprile 2023   | Challenger Tenis Club Argentino, Buenos Aires | Terra rossa | Francisco Comesaña      | Hernán Casanova Santiago Fa Rodríguez Taverna | 6-3, 6(5)-7, [10-6] |

##### Finali perse (2)
| Legenda tornei minori |
| Challenger (1)        |
| ITF (1)               |

| N. | Data            | Torneo                                    | Superficie  | Compagno       | Avversari in finale                  | Punteggio |
| 1. | 22 giugno 2019  | France M25, Montauban                     | Terra rossa | Dan Added      | Alejandro Gómez Junior Alexander Ore | 2-6, 2-6  |
| 2. | 3 novembre 2019 | Challenger Ciudad de Guayaquil, Guayaquil | Terra rossa | Pedro Sakamoto | Ariel Behar Gonzalo Escobar          | 6-7, 6-7  |

## Finali Grande Slam Juniores

### Singolare

#### Vittorie (1)
| Anno | Torneo  | Superficie | Avversario      | Punteggio     |
| ---- | ------- | ---------- | --------------- | ------------- |
| 2018 | US Open | Cemento    | Lorenzo Musetti | 6-1, 2-6, 6-2 |

## Risultati in progressione
| Sigla | Risultato               |
| ----- | ----------------------- |
| V     | Vincitore               |
| F     | Finalista               |
| SF    | Semifinalista           |
| O     | Oro olimpico            |
| A     | Argento olimpico        |
| SF    | Bronzo olimpico         |
| QF    | Quarti di Finale        |
| 4T    | Quarto turno            |
| 3T    | Terzo turno             |
| 2T    | Secondo turno           |
| 1T    | Primo turno             |
| RR    | Round Robin             |
| LQ    | Turno di qualificazione |
| A     | Assente                 |
| ND    | Non disputato           |

| Legenda superfici    |
| -------------------- |
| Cemento              |
| Terra battuta        |
| Erba                 |
| Superficie variabile |

### Singolare
| Tornei Grande Slam         |     |     |               |               |     |     |
| Australian Open, Melbourne | Q1  | Q1  | Q1            | A             | 1T  | 0–1 |
| Open di Francia, Parigi    | Q1  | Q1  | Q1            | 3T            | 1T  | 2–2 |
| Wimbledon, Londra          | ND  | Q2  | Q1            | Q3            | 2T  | 1–1 |
| US Open, New York          | 1T  | A   | A             | Q2            | 1T  | 0–2 |
| Vittorie–Sconfitte         | 0–1 | 0–0 | 0–0           | 2–1           | 1–4 | 3–6 |
| Giochi Olimpici            |     |     |               |               |     |     |
| Giochi Olimpici            | ND  | A   | Non disputati | Non disputati | 1T  | 0–1 |
| Vittorie–Sconfitte         | ND  | 0–0 | Non disputati | Non disputati | 0–1 | 0–1 |

### Doppio
| Tornei Grande Slam         |     |     |               |               |     |     |
| Australian Open, Melbourne | A   | A   | A             | A             | 1T  | 0–1 |
| Open di Francia, Parigi    | A   | A   | A             | A             | 2T  | 1–1 |
| Wimbledon, Londra          | ND  | A   | A             | A             | 1T  | 0–1 |
| US Open, New York          | A   | A   | A             | A             | 1T  | 0–1 |
| Vittorie–Sconfitte         | 0–0 | 0–0 | 0–0           | 0–0           | 1–4 | 1–4 |
| Giochi Olimpici            |     |     |               |               |     |     |
| Giochi Olimpici            | ND  | A   | Non disputati | Non disputati | 2T  | 1–1 |
| Vittorie–Sconfitte         | ND  | 0–0 | Non disputati | Non disputati | 1–1 | 1–1 |

¹ Posticipati al 2021

### Vittorie contro top 10 per stagione
| Stagione | 2023 | 2024 | Totale |
| Vittorie | 1    | 0    | 1      |

| 2023 |                 |   |                       |             |    |                               |
| 1.   | Daniil Medvedev | 2 | Roland Garros, Parigi | Terra rossa | 1T | 7–6(5), 6(6)–7, 2–6, 6–3, 6–4 |